# Yunnan Bulls
El Yunnan Honghe Running Bulls (en chino, 云南红河奔牛) más conocido como Yunnan Bulls es un equipo de baloncesto chino con sede en el condado de Mengzi, Yunnan, que compite en la Chinese Basketball Association (CBA). Disputa sus partidos en el Kunming Xingyao Sports Center, con capacidad para 5.600 espectadores.

## Historia
El club se fundó en 2003, ganando en su primera temporada la CBL, la segunda división china, ascendiendo a la CBA. Su mejor clasificación la consiguieron en la temporada 2004-05, en la que, tras acabar en la cuarta posición de la División Sur, llegaron hasta las semifinales en los play-offs, siendo eliminados por el Jiangsu Dragons.

## Palmarés
- Campeón de la CBL (2004)

## Jugadores destacados
- Andrew Ross
- Corsley Edwards
- Dontae Jones
- Marvin Black
- Rick Apodaca
- Will Frisby